# Poliops auratus
Poliops auratus là một loài ruồi trong họ Tachinidae.